# Ятрогения
Ятрогения е медицински термин, почти изключително използван за състояние на влошено здраве, за неблагоприятен ефект или за медицинско усложение, причинени или произтичащи от проведено лечение. Буквалният превод на термина от гръцки език е „причинен от лечителя“ (от iatros, „лечител“); което само по себе си може да се отнася както до положителните, така и до отрицателните ефекти от лечението. Въпреки че терминът основно се използва за вредните последици от лекарски действия, той може да се прилага и към действия на други медицински лица като психолози, терапевти, фармацевти, стоматолози, медицински сестри и т.н.
Още от времето на Хипократ е отчитан потенциално негативният ефект на действията на лекаря. Древният принцип „На първо място не вреди!“ („Primum non nocere“) е основополагащ за медицинската етика, като в много култури ятрогенните заболявания или смърт, причинени съзнателно, поради предотвратима грешка или поради лекарска небрежност са били наказуеми престъпления. С развитието на медицинската наука през 20 век, е можело да се очаква ятрогенните заболявания и смъртни случаи да могат да се избягват по-лесно. С откриването на антисептиците, анестезията, антибиотиците, както и на новите и по-добри хирургически техники, нивото на ятрогенна смъртност намалява в огромни мащаби.
Съществуват различни причини на ятрогенни състояния у пациентите.
- медицинска грешка,
- лекарска небрежност, пропуски в медицинските процедури (например забравяне при операция на хирургически инструменти или материали в организма на пациента),
- евтаназия (подпомогнато от лекар самоубийство),
- лош почерк на рецептата,
- негативни взаимодействия между различни назначени лекарства,
- пренебрегване на противопоказанията на назначените лекарства, подценяване на потенциално негативните последици от лекарствата,
- прекаляване с употребата на лекарства, което води устойчивост на бактериите на антибиотици,
- радикално лечение,
- поставяне на погрешна диагноза,
- вътреболнични инфекции,
- психически, нервни, сензорни или мускулни заболявания у лекарите,
- медицинско насилие,
- кръвопреливане.

|  | Тази страница частично или изцяло представлява превод на страницата Iatrogenesis в Уикипедия на английски. Оригиналният текст, както и този превод, са защитени от Лиценза „Криейтив Комънс – Признание – Споделяне на споделеното“, а за съдържание, създадено преди юни 2009 година – от Лиценза за свободна документация на ГНУ. Прегледайте историята на редакциите на оригиналната страница, както и на преводната страница, за да видите списъка на съавторите. ВАЖНО: Този шаблон се отнася единствено до авторските права върху съдържанието на статията. Добавянето му не отменя изискването да се посочват конкретни източници на твърденията, които да бъдат благонадеждни. |